# Скуратов, Сергей Александрович
Серге́й Алекса́ндрович Скуратов (род. 1955, Москва) — российский архитектор. Президент компании «Сергей Скуратов Architects». Член Правления Союза Московских Архитекторов. Профессор Международной Академии Архитектуры. Лауреат многочисленных российских и международных конкурсов и смотров. Почётный строитель города Москвы.

## Биография

### Ранние годы
Сергей Скуратов родился 30 сентября 1955 года в Москве в семье военного летчика. В 1963—1973 годах учился в средней школе, параллельно — в художественной школе Краснопресненского района. В 1973 году поступил в Московский архитектурный институт на факультет жилищного и общественного строительства. Окончил МАРХИ в 1979 году.

### Становление
- 1979−1982 год — архитектор в ЦНИИЭП им. Б. С. Мезенцева в мастерской Марка Бубнова
- 1982—1986 год — работает художником в КДОИ (Комбинат декоративно-оформительского искусства), КМДИ (Комбинат монументально-декоративного искусства)
- 1986—1988 год — руководитель группы архитекторов в ЦНИИЭП им. Б. С. Мезенцева в бригаде А. Д. Ларина
- 1988 год — вступает в Союз архитекторов
- 1988—1990 год — главный архитектор проектов в архитектурно-художественном бюро «ПРОЕКТ». Руководитель Е. Пожарский
- 1990—1995 год — главный архитектор проектов в СП МДК «АРКСИМЪ» с А. Д. Лариным, С. В. Гришиным, Е. В. Пожарским
- 1995—2002 год — главный архитектор проектов компании «Сергей Киселев и Партнеры»
- 1999 год — Почётный строитель города Москвы[источник не указан 3613 дней]
- с 2002 года — президент компании «Сергей Скуратов Architects»
- с 2003 года — профессор Международной Академии Архитектуры
- с 2017 года входит в экспертный совет Архитектурной премии Москвы.

## Основные постройки и проекты
| Объект                                | Фото                  | Проектирование (Строительство) | Адрес                                             | Заказчик   | Награды |
| ------------------------------------- | --------------------- | ------------------------------ | ------------------------------------------------- | ---------- | --- |
| Жилой комплекс в Бутиковском переулке |                       | 2000—2002 2001—2003            | Москва, ЦАО, Бутиковский переулок, д. 5, вл. 9–11 |            | Лауреат смотра Московской архитектуры 2002 (I тур «Золотого сечения») за лучший проект здания; Лауреат конкурса на лучшее здание на фестивале АрхМосква 2003 года; «Золотой Диплом», диплом и приз прессы «Икар», на Международном Фестивале «Зодчество 2003» |
| Жилой комплекс «Copper House»         |                       | 2002—2003 (2003—2004)          | Москва, ЦАО, Бутиковский переулок, д. 3 (вл. 5)   | Rose group | Лауреат Московского смотра на лучшее произведение архитектуры 2002–2003 гг. в номинации «ПРОЕКТ»; Лауреат Премии «Золотое сечение» 2003 года в номинации «Проект здания»; Золотой диплом и приз прессы на Зодчестве 2004 года                                 |
| Дом на Мосфильмовской                 | Дом на Мосфильмовской | 2004—2011                      | Москва, улица Пырьева, д. 2                       | Донстрой   | Дом года‑2012 (Best Building Awards) |

## Выставки
- «Зодчество»:

1997 — «Зодчество-97»
2003 — «Зодчество 2003»
2004 — «Зодчество 2004»
- «Золотое сечение»:

1997—2003 — «Золотое сечение»
- Арх Москва:

1997—2006 — Арх Москва
2007 — «Арх Москва 2007»
- 1999, Москва — Персональная выставка компании «СКиП»
- 2001, Лондон, Великобритания — «Десять лучших Московских архитекторов»
- 2001, Штутгарт, Германия — «Пять лучших Московских архитекторов»
- 2003, Берлин, Германия — «Новая архитектура Москвы»
- 2004, Москва — «Объект» МУАР
- 2006, Швейцария, Мендризио, галерея Академии Архитектуры — «Новая Москва-4»[4]
- 2007 — «Арабеск(и)», Московская область, Мытищинский район, курорт Пирогово

### Экспозиция в залемузея архитектуры им. Щусева
- 2001 — Жилой дом в Зубовском проезде принят в коллекцию лучших зданий конца XX века в музей архитектуры им. Щусева.
- 2003—2004 — Жилой дом «Copper House» принят в коллекцию лучших зданий 2003—2004 годов.